# Arquidiócesis de Cascavel
La arquidiócesis de Cascavel (en latín: Archidioecesis Cascavellen(sis) y en portugués: Arquidiocese de Cascavel) es una circunscripción eclesiástica latina de la Iglesia católica en Brasil, sede metropolitana de la provincia eclesiástica de Cascavel. La arquidiócesis tiene al arzobispo Adelar Baruffi como su ordinario desde el 22 de septiembre de 2021.

## Territorio y organización
La arquidiócesis tiene 8042 km² y extiende su jurisdicción sobre los fieles católicos de rito latino residentes en 16 municipios del estado de Paraná: Cascavel, Capitão Leônidas Marques, Boa Vista da Aparecida, Lindoeste, Santa Tereza do Oeste, Corbélia, Cafelândia, Iguatu, Braganey, Guaraniaçu, Ibema, Campo Bonito, Catanduvas, Três Barras do Paraná, Santa Lúcia, Anahy y Diamante do Sul.
La sede de la arquidiócesis se encuentra en la ciudad de Cascavel, en donde se halla la Catedral de Nuestra Señora Aparecida.
En 2021 en la arquidiócesis existían 39 parroquias.
La arquidiócesis tiene como sufragáneas a las diócesis de: Foz do Iguaçu, Palmas-Francisco Beltrão y Toledo.

## Historia
La diócesis de Cascavel fue erigida el 5 de mayo de 1978 con la bula Cum Toletanus del papa Pablo VI, obteniendo el territorio de la diócesis de Toledo. Originalmente era sufragánea de la arquidiócesis de Curitiba.
El 16 de octubre de 1979 la diócesis fue elevada al rango de arquidiócesis metropolitana con la bula Maiori Christifidelium del papa Juan Pablo II.

## Estadísticas
De acuerdo al Anuario Pontificio 2022 la arquidiócesis tenía a fines de 2021 un total de 349 970 fieles bautizados.
| Año                                                                             | Población            | Población | Población      | Sacerdotes | Sacerdotes    | Sacerdotes    | Bautizados por sacerdote | Diáconos permanentes | Religiosos | Religiosos | Parroquias |
| Año                                                                             | Bautizados católicos | Total     | % de católicos | Total      | Clero secular | Clero regular | Bautizados por sacerdote | Diáconos permanentes | Varones    | Mujeres    | Parroquias |
| ------------------------------------------------------------------------------- | -------------------- | --------- | -------------- | ---------- | ------------- | ------------- | ------------------------ | -------------------- | ---------- | ---------- | ---------- |
| 1980                                                                            | 425 000              | 463 000   | 91.8           | 44         | 14            | 30            | 9659                     |                      | 55         | 68         | 23         |
| 1990                                                                            | 374 000              | 400 000   | 93.5           | 99         | 65            | 34            | 3777                     | 2                    | 36         | 132        | 62         |
| 1999                                                                            | 280 478              | 377 311   | 74.3           | 53         | 19            | 34            | 5292                     |                      | 40         | 112        | 29         |
| 2000                                                                            | 280 478              | 377 311   | 74.3           | 52         | 18            | 34            | 5393                     |                      | 39         | 118        | 29         |
| 2001                                                                            | 285 857              | 381 143   | 75.0           | 53         | 19            | 34            | 5393                     |                      | 69         | 110        | 29         |
| 2002                                                                            | 285 857              | 381 143   | 75.0           | 55         | 20            | 35            | 5197                     |                      | 75         | 116        | 29         |
| 2003                                                                            | 285 857              | 381 143   | 75.0           | 57         | 21            | 36            | 5015                     |                      | 74         | 115        | 29         |
| 2004                                                                            | 285 857              | 381 143   | 75.0           | 55         | 21            | 34            | 5197                     |                      | 75         | 104        | 29         |
| 2006                                                                            | 292 000              | 390 000   | 74.9           | 60         | 22            | 38            | 4866                     |                      | 68         | 111        | 30         |
| 2013                                                                            | 328 000              | 436 000   | 75.2           | 68         | 33            | 35            | 4823                     |                      | 60         | 90         | 40         |
| 2016                                                                            | 338 700              | 451 601   | 75.0           | 71         | 38            | 33            | 4770                     | 1                    | 49         | 84         | 33         |
| 2019                                                                            | 345 486              | 462 200   | 74.7           | 73         | 39            | 34            | 4732                     | 1                    | 45         | 83         | 39         |
| 2021                                                                            | 349 970              | 468 163   | 74.8           | 69         | 37            | 32            | 5072                     | 1                    | 75         | 108        | 39         |
| Fuente: Catholic-Hierarchy, que a su vez toma los datos del Anuario Pontificio. |                      |           |                |            |               |               |                          |                      |            |            |            |

## Episcopologio
- Armando Círio, O.S.I. † (5 de mayo de 1978-27 de diciembre de 1995 retirado)
- Lúcio Ignácio Baumgaertner (27 de diciembre de 1995-31 de octubre de 2007 retirado)
- Mauro Aparecido dos Santos † (31 de octubre de 2007-11 de marzo de 2021 falleció)
- Adelar Baruffi, desde el 22 de septiembre de 2021